# 3882 Johncox
A 3882 Johncox (ideiglenes jelöléssel 1962 RN) a Naprendszer kisbolygóövében található aszteroida. Az Indiana Egyetem fedezte fel 1962. szeptember 7-én.